# HD 100808
HD 100808，又名BD+28 2022，SAO 81893、HR 4465，是一颗恒星，视星等为5.8，位于銀經206.35，銀緯73.33，其B1900.0坐标为赤經11h 31m 2.2s，赤緯+28° 73.33′ 3″。